# جي سو يون
جي سو-يون هي لاعبة كرة قدم كورية جنوبية تلعب حاليًا في نادي تشيلسي في رابطة دوري السوبر لكرة القدم للنساء وفي المنتخب الوطني الكوري الجنوبي للنساء. في 30 أكتوبر 2006، أصبحت جي سو-يون أصغر هداف للمنتخب الوطني الكوري الجنوبي للنساء بعد أن سجلت هدفين في مرمى المنتخب الصيني في دورة الألعاب الآسيوية لعام 2006 وهي أول لاعبة كورية جنوبية تسجل ثُلاثية في نهائيات منافسات الفيفا. تُوجت جي بجائزة لاعبة العام في أول موسم لها في إنجلترا.

## روابط خارجية
- جي سو يون على موقع الاتحاد الدولي (مؤرشف)  (الإنجليزية)
- جي سو يون على موقع الاتحاد الأوربي (الإنجليزية)
- جي سو يون على موقع قاعدة بيانات كرة القدم.إي يو (الإنجليزية)
- جي سو يون على موقع Soccerway.com (الإنجليزية)
- جي سو يون على موقع عالم كرة القدم.نت (الإنجليزية)
- جي سو يون على موقع كووورة